# Wilhelm Baumann (Gewerkschafter)
Wilhelm Baumann (* 3. Juli 1937 in München) ist ein deutscher Gewerkschafter.
Baumann machte nach dem Besuch der Volksschule die Lehre zum Schriftsetzer und war danach in diesem Beruf tätig. Von 1960 an war er in mehreren gewerkschaftlichen Wahlfunktionen hauptamtlich tätig. Im Hauptvorstand der IG Druck und Papier war er für die Bereiche Jugend und Bildungsarbeit zuständig. Er gehörte dem  Hauptvorstand und dem Zentralfach-Ausschuss für das Graphische Gewerbe an. Von 1969 bis 1995 war er Landesbezirksvorsitzender der IG Druck und Papier, die 1989 in die IG Medien aufging. Von 1982 bis 1997 gehörte er dem Bayerischen Senat an. 1996 wurde er Mitglied des Medienrats.